# Phenacoccus rehaceki
Phenacoccus rehaceki är en insektsart som beskrevs av Savescu 1984. Phenacoccus rehaceki ingår i släktet Phenacoccus och familjen ullsköldlöss.
Artens utbredningsområde är Rumänien. Inga underarter finns listade i Catalogue of Life.